# Timpanoga
Timpanoga je rod jepice z čeledi Ephemerellidae. Do tohoto rodu se řadí jediný popsaný druh, Timpanoga hecuba, který v roce 1884 popsal Eaton. Rod Timpanoga jako první popsal Needham v roce 1927.